# Bronisław Szwarce

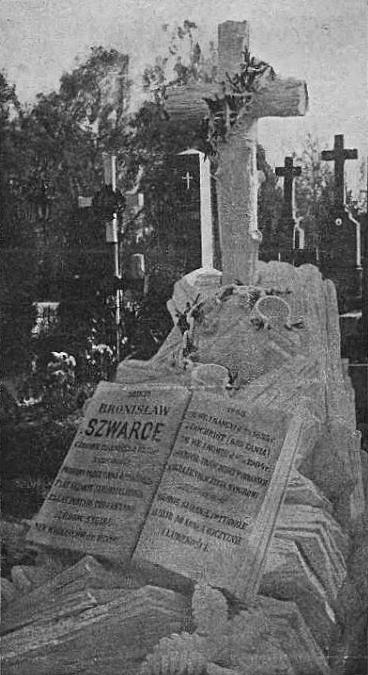
Pomnik nagrobny Bronisława Szwarce (1907)

Bronisław Antoni Szwarce (ur. 8 października 1834 w Lochrist, zm. 18 lutego 1904 we Lwowie) – polski inżynier i działacz niepodległościowy; tłumacz literatury rosyjskiej, m.in. poezji Michaiła Lermontowa i Aleksandra Puszkina, członek korespondent Towarzystwa Muzeum Narodowego Polskiego w Rapperswilu od 1896 roku.

## Życiorys
Bronisław Szwarce był synem Józefa Jana Szwarcego, wygnańca politycznego, który schronił się w Bretanii po upadku powstania listopadowego (1832). Jako czternastolatek w 1848 brał udział w Wiośnie Ludów. W 1852 ukończył studia w politechnicznej École centrale des arts et manufactures w Paryżu.
W 1857 przeprowadził się do Wiednia, a w 1859 trafił do Warszawy. Później mieszkał w Białymstoku (pracował przy budowie kolei) i Łapach; w Białymstoku zorganizował siatkę powstańczą. Działacz „stronnictwa czerwonych” przed wybuchem powstania styczniowego (1863). Kierował Wydziałem Spraw Wewnętrznych Centralnego Komitetu Narodowego, lecz został aresztowany przez władze carskie wkrótce przed wybuchem powstania 22 grudnia 1862 i uwięziony w Cytadeli Warszawskiej. 13 maja 1863 został skazany na karę śmierci, którą dzięki wstawiennictwu francuskiej cesarzowej Eugenii zamieniono na więzienie (zachował obywatelstwo francuskie) na roboty w kopalniach nerczyńskich. Podczas odbywania drogi na zesłanie, został cofnięty do Petersburga i osadzony w twierdzy Szlisselburg. Wobec pogorszenia stanu zdrowia w 1870 został zesłany do Turkiestanu. Następnie w obawie przed ucieczką w 1879 został przeniesiony do Tomska, w 1884 do Irkucka, a później do Tunki. W trakcie zesłania poznał m.in. Walerego Łukasińskiego (w twierdzy szlisselburskiej), a w Tunce także Józefa Piłsudskiego i jako jeden z lokalnych polskich autorytetów był jednym z jego mentorów. Był członkiem Ligi Polskiej.
Łącznie spędził 27 lat w uwięzieniu. W 1891 został zwolniony i wydalony z Rosji. Wówczas wrócił na ziemie polskie. Początkowo mieszkał w Krakowie, gdzie zajmował się dziennikarstwem, po czym przeniósł się do Lwowa i tam został urzędnikiem w wydziale solnym wydziału krajowego.
Napisał wspomnienia „Siedm lat w Szlyselburgu” wydane we Lwowie w 1893 roku.
Zmarł 18 lutego 1904. W uznaniu zasług z 21 lutego został pochowany na koszt Rady miasta Lwowa na górce powstańców styczniowych Cmentarza Łyczakowskiego we Lwowie.
Po jego śmierci powstał Komitet budowy pomnika Bronisława Szwarcego, na jego czele stanął Boleslaw Anc. W październiku 1907 ustawiono pomnik, którego autorem był rzeźbiarz Aleksander Zagórski. 1 listopada odbyło się spotkanie przy świeżo ustawionym pomniku. Na dużej, z kamienia wykutej księdze – dwie karty noszą napis: „Dzieje 1863”. Na pierwszej karcie: „Bronisław Szwarce, członek pierwszego Rządu Narodowego, porwany przez wroga 22 listopada 1862, 7 lat kazamat Schlusselburga, 23 lat pustyni Turkestanu i lodów Sybiru, syn wygnańców z r. 1831”.
Na drugiej karcie: „Urodzony we Francji 8 października 1833, w Lochrist, w Bretanii, umarł we Lwowie 18 lutego 1904. Osierocił troje dzieci wyrwanych z narażeniem życia Sybirowi i carosławiu. Wiernie, ofiarnie i wytrwale służył do końca Ojczyźnie i ludzkości”.